# Občina Mirna Peč
Občina Mirna Peč je jednou z 212 občin ve Slovinsku. Nachází se v Jihovýchodním slovinském regionu (slovinsky Jugovzhodna Slovenija) na území historického Kraňska. Občinu tvoří 28 sídel, její rozloha je 48,0 km² a v roce 2015 zde žilo 2897 obyvatel. Správním střediskem občiny je sídlo Mirna Peč.

## Poloha, popis
Sousedními občinami jsou: Trebnje na západě a na severu, Mokronog-Trebelno na severovýchodě, Novo mesto na východě, Straža na jihu a Žužemberk na jihozápadě.
Severní částí občiny prochází druhá nejstarší slovinská dálnice A2. Jižně od ní protíná občinu železniční trať Lublaň – Metlika státní hranice – Karlovac. Nejvýznamnějším vodním tokem je řeka Temenica.

## Členění občiny
Občinu tvoří sídla: Biška vas, Čemše, Dolenja vas pri Mirni Peči, Dolenji Globodol, Dolenji Podboršt, Globočdol, Golobinjek, Gorenji Globodol, Gorenji Podboršt, Goriška vas, Grč Vrh, Hmeljčič, Hrastje pri Mirni Peči, Jablan, Jelše, Jordankal, Malenska vas, Mali Kal, Mali Vrh, Mirna Peč, Orkljevec, Poljane pri Mirni Peči, Selo pri Zagorici, Srednji Globodol, Šentjurij na Dolenjskem, Veliki Kal, Vrhovo pri Mirni Peči, Vrhpeč.